# Johannes Cuvelier
Pour les articles homonymes, voir Cuvelier.
Johannes Cuvelier, Cunelier ou Cimelier est un écrivain actif à la cour du roi de France Charles V dans la seconde moitié du XIVe siècle (entre 1372 et 1387), sans doute natif de Tournai.

## Identification
Il est prénommé Jean/Jehan/Johannes ou Jacquemart, et son patronyme lui-même n'est pas fixé. Il est signalé en 1372 à la cour de Charles V comme « diseur » du roi. D'après Jean-Claude Faucon, cité par l'historien Georges Minois, il s'agit d'un clerc et écrivain professionnel assez proche de la cour.

## Œuvre
Il est notamment l'auteur d'une Chanson de Bertrand du Guesclin, en plus de 23 000 alexandrins, dont il existe deux rédactions. Cette composition, commencée après la mort du connétable en 1380, était terminée en 1387, date d'un résumé en prose. On l'a appelée la dernière chanson de geste, car elle reprend la forme des anciens poèmes héroïques, la laisse monorime. C'est l'une des principales sources sur la vie de Bertrand du Guesclin, même si Cuvelier ne l'a pas connu personnellement.
On conserve aussi de lui quatre ballades en décasyllabes (dans le Codex Chantilly du musée Condé) :
- Se Galaas et le puissant Artus (ballade à trois voix en l'honneur de Gaston Fébus) ;
- Onques (ou Lorques) Arthur, Alixandre et Paris ;
- Se Genevre (ou Geneive), Tristan, Yssout, Helaine ;
- En la saison que toute riens encline (musique d'Hymbert de Salins, consacrée à Olivier Du Guesclin, le frère de Bertrand, et à leur mère).

## Éditions
- Chanson de Bertrand du Guesclin, manuscrit, Bibliothèque nationale de France [lire en ligne]

- Ernest Charrière (éd.), Chronique de Bertrand du Guesclin, par Cuvelier, trouvère du XIVe siècle, Paris, Firmin-Didot, 1839 (2 tomes).
- Jean-Claude Faucon (éd.), La Chanson de Bertrand du Guesclin de Cuvelier, Toulouse, Éditions universitaires du Sud, 1990-91 (3 tomes).
- Gordon K. Greene (éd.), French Secular Music. Manuscript Chantilly, Musée Condé 564, Second Part, Monaco, Éditions de L'Oiseau-lyre, 1982.